# Segestrioides bicolor
Segestrioides bicolor är en spindelart som beskrevs av Eugen von Keyserling 1883. Segestrioides bicolor ingår i släktet Segestrioides och familjen Diguetidae.
Artens utbredningsområde är Peru. Inga underarter finns listade i Catalogue of Life.